# 石狩丸 (初代)
石狩丸（いしかりまる）、是运输省铁道总局以及日本国有铁道（国鉄）青函航路的客船、后来的年里被从事于铁道联络船的运输船。
值于大东亚战争的1945年（昭和20年）三月，运输通信省铁道总局经海军舰政本部的批准，开始施工博多港与釜山港所连接成的的火车轮渡航路博釜航路，而早在同年四月就决定放弃博釜航路的火车轮渡，以后青函航路就被用作为工程目标而被继续下去，然而到终战之日还没有完成。战后继续施工，旨在恢复同博釜航路的客运能力，增加旅客的客船已完成。

## 脚注
1. ↑  小野塚一郎『戦時造船史－太平洋戦争と計画造船-』p88　財団法人日本海事振興会1962　今日の話題社（復刻版発行）1989